# Mirciulică
Mirciulică este un film românesc de comedie din 2022 scris și regizat de Cristi Ilișuan (debut regizoral) și produs de Bravo Films. Rolurile principale au fost interpretate de actorii Mircea Bravo, Elena Ivanca și Elena Moldovan.

## Rezumat
Mircea, un tânăr de 30 ani din Gherla, pică un examen de magistratură la București și este nevoit să se întoarcă acasă și să locuiască cu părinții lui. Forțat de împrejurări, se angajează la un baron local care deține o firmă de salubritate, dar lucrurile se complică atunci când ajunge să lucreze pentru soția șefului.

## Distribuție
- Mircea Popa - Mircea
- Elena Ivanca - Mama lui Mircea
- Dan Chiorean - Tatăl lui Mircea
- Elena Moldovan - Bunica
- Adrian Cucu - Cucu
- Denisa Vlad - Mirela
- Cătălin Herlo - Șeful

## Lansare și primire
A fost lansat în cinematografe în octombrie 2022. S-a clasat pe locul 7 în top 10 box office România din 2022, fiind văzut în cinematografe de 327.758 de spectatori.
După Teambuilding și Nunți, botezuri, înmormântări, a fost lansat și pe platforma de streaming Netflix și era pe locul 1 la filme, în România, în februarie 2023.